# Typhon Hagibis
Le typhon Hagibis est un puissant cyclone tropical, qualifié de super typhon dans l'échelle du Pacifique, qui a touché terre le 12 octobre 2019 dans la région de Kantō au Japon. Hagibis est la dix-neuvième tempête tropicale de la saison, le neuvième typhon et le troisième super typhon. Il s'est formé le 2 octobre à partir d'une perturbation tropicale située au nord des îles Marshall et peu de temps après, il connut une période d'intensification rapide qui l'amena à son intensité maximale le 7 octobre. Après avoir maintenu ce niveau d'intensité pendant environ trois jours, Hagibis commença à faiblir en raison d'un contexte météorologique moins favorable. Le 12 octobre, il toucha terre sur la péninsule d'Izu au Japon en tant que typhon de catégorie 2 et devint extratropical le lendemain en se dirigeant vers les îles Aléoutiennes.
Au 15 octobre, le bilan des dégâts restait provisoire mais est déjà considérable dans tout le Japon, en particulier dans la région de Kantō, avec 73 décès confirmés et 12 disparus. Environ une demi-heure avant l'arrivée du Hagibis, un tremblement de terre d'une magnitude de 5,7 se produisit au large de la côte de la préfecture de Chiba, aggravant encore la situation.

## Évolution météorologique

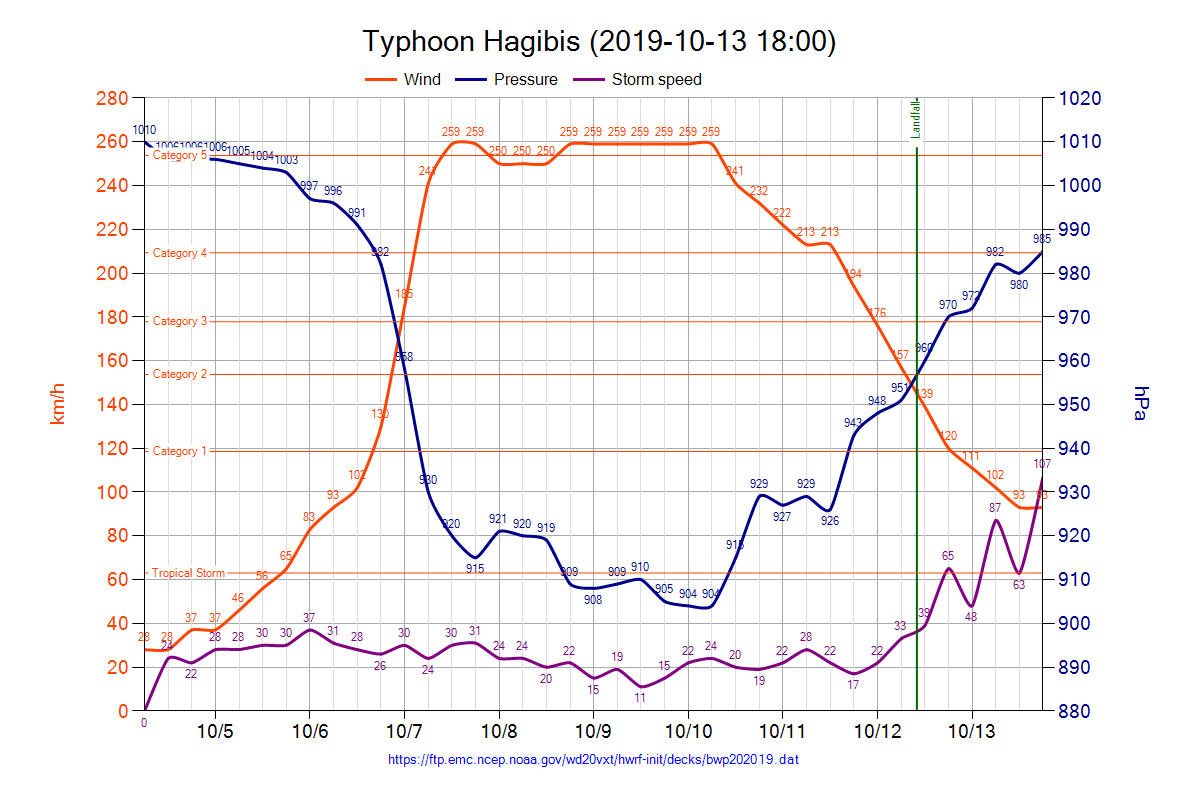
Graphique de la variation de pression, vitesse des vents et vitesses de déplacement du typhon.

Le 2 octobre, le Joint Typhoon Warning Center (JTWC) a commencé à surveiller une perturbation tropicale située au nord des Îles Marshall et le lendemain, il a émis un avis à la formation de cyclones tropicaux. Le 4 octobre, le JTWC et l'Agence météorologique du Japon (AMJ) ont tous deux commencé à émettre des avis sur la dépression tropicale 20W. Le 5 octobre, la dépression s’est intensifiée rapidement en une tempête tropicale qui fut nommé Hagibis par l’AMJ.
La température de la surface de la mer et le faible cisaillement des vents ont permis à Hagibis de se renforcer davantage et, le 6 octobre, le système est devenu une tempête tropicale sévère. Le 7 octobre, tout en continuant à déplacer vers l'ouest, Hagibis s'est intensifié très rapidement et est devenu un super typhon en l'espace de quelques heures seulement avec un petit œil.
À l’approche des régions inhabitées des îles Mariannes, une forte activité convective, résultant de conditions environnementales extrêmement favorables, a permis à Hagibis de devenir un super typhon très puissant équivalent à la catégorie 5 sur l’échelle de Saffir-Simpson, avec des vents soutenus sur une minute 260 km/h. Le National Weather Service américain a également commencé à émettre des alertes cycloniques concernant ses zones de responsabilité : un avertissement de typhon pour Garapan et Tinian, et des avis de tempête tropicale pour Sinapalo et Hagåtña (Guam). Hagibis a traversé les îles Mariannes à 7 h 30 local le 7 octobre, donnant des vents soutenus de 195 km/h et une pression centrale de 915 hPa,.
Après avoir dépassé les îles Mariannes, Hagibis a entamé un cycle de remplacement du mur de l'œil, ce qui a mis fin à la phase d'intensification rapide. Alors que le mur d’œil primaire commençait à s’éroder, le JTWC a légèrement rétrogradé le système en un système de catégorie 4 supérieur à 0 h UTC  le 8 octobre,. Quelques heures plus tard, Hagibis s'est intensifié pour redevenir un système équivalent de catégorie 5 à la fin du cycle de remplacement,.

Hagibis touchant la côte du Japon sur la péninsule d'Izu, puis près de Yokohama.

Hagibis a commencé à s'affaiblir le 10 octobre en se dirigeant vers le Japon alors que les températures à la surface de la mer diminuaient et que le cisaillement du vent augmentait. Un léger renforcement était prévu peu de temps après qu’Hagibis soit passé à typhon de catégorie 3, mais cela ne se produit pas, alors qu’il s’approchait de l'archipel et que ses bandes de pluie extérieures commençaient à s’éroder.
Le typhon a touché terre sur la péninsule d'Izu, au sud-est de Honshū, juste après 9 h UTC le 12 octobre. Une heure plus tard, le centre d’Hagibis atteignait la région du Grand Tokyo. Lors de la traversée de la côte, les vents soutenus sur une minute étaient de 155 km/h, soit équivalant à un ouragan de catégorie 2,. Hagibis n'a pas amené de vents aussi violents qu'on pouvait le craindre quelques jours plutôt, mais il a apporté des précipitations exceptionnelles, probablement en se combinant à un phénomène météorologique de « rivière atmosphérique » (Ces rivières aériennes sont un phénomène encore mal expliqué, décrits comme constituant des canaux atmosphériques étroits où l'air est très humide, qui se forment parfois en lien avec des cyclones de moyenne altitude ; peut être pour la première fois ce phénomène se serait associé à un cyclone tropical ; les données radar et satellitaires, et des simulations montrent une ligne de précipitations allant des tropiques au bord nord-est de Hagibis qui a atterri au centre du Japon. le météorologiste Kazuhisa Tsuboki de l'Université de Nagoya a estimé que cette rivière atmosphérique transportait deux fois le volume d'eau de toute l'Amazonie, et qu'elle a pu apporter au Nord-Est de Hagibis une grande quantité de vapeur d'eau. 922 mm de pluie sont tombés sur Hakone (73 km au sud-ouest de Tokyo) en une seule journée. 55 rivières ont percé leurs des digues en 79 points.
Après avoir quitté le Japon, Hagibis s'est dirigé vers le nord-est et est devenu un cyclone extra-tropical en se dirigeant vers les îles Aléoutiennes,.

## Préparatifs
Le Japon étant fréquemment confronté aux typhons, des mesures de préparation sont systématiquement mises en place. La période des typhons s'étend principalement de mai à octobre, avec un pic d'activité entre juillet et septembre.

### Guam et les Mariannes
Des ordres d'évacuation pour Guam et les îles Mariannes furent lancés le 7 octobre. Le président américain Donald Trump a approuvé une déclaration d'urgence pour ces îles avant l'arrivée d’Hagibis.

### Japon

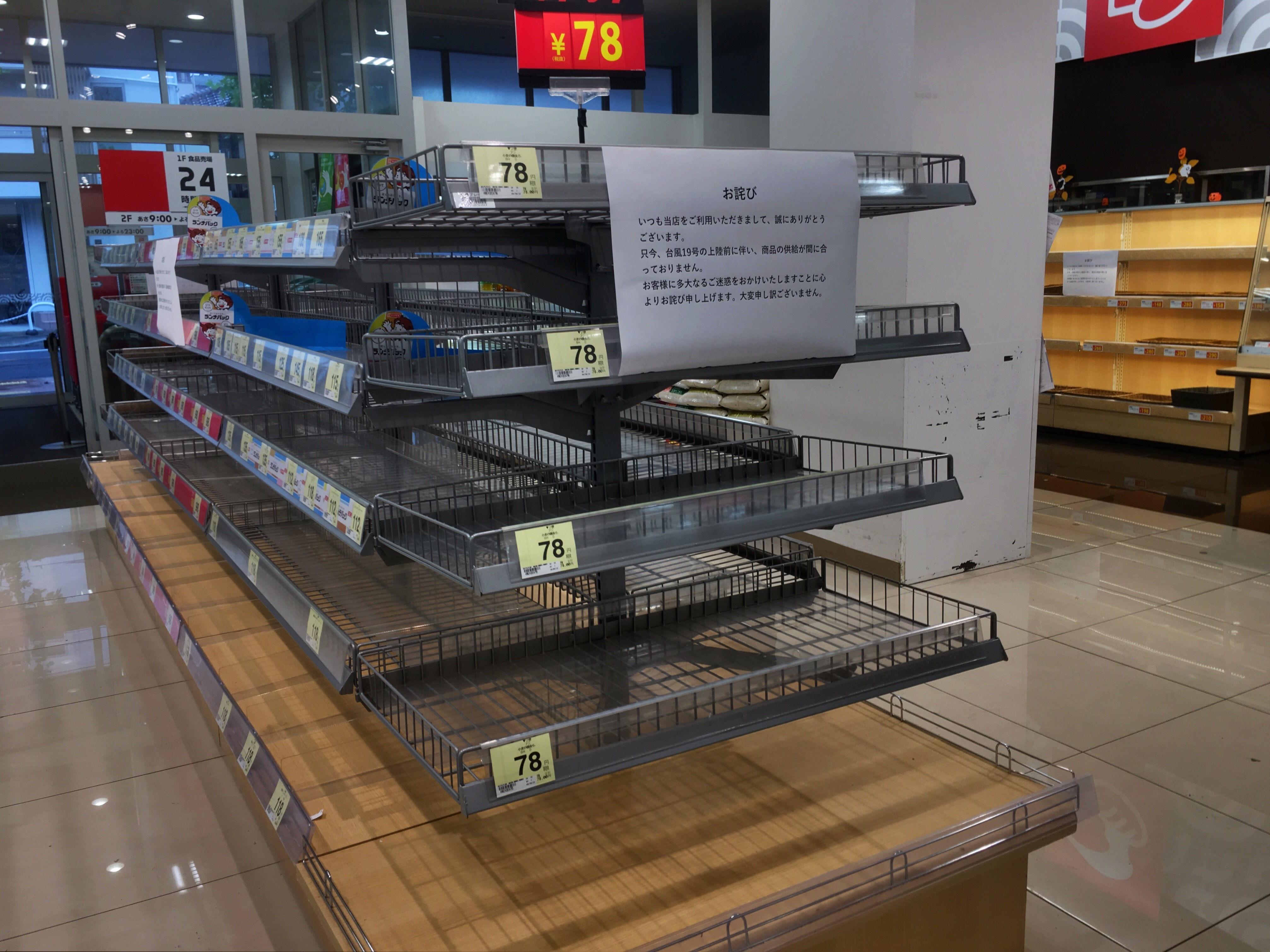
Les étagères dans les magasins autour de Tokyo furent rapidement vidées, les gens achetant des fournitures avant qu’Hagibis ne touche terre.

Les régions de l'est, de l'ouest et du nord du Japon étant dans la zone des vents violents et des pluies torrentielles susceptibles de provoquer des inondations et des glissements de terrain, Japan Railways, Japan Airlines et All Nippon Airways ont toutes annoncé des services suspendus. Le météorologue de l'AMJ Yasushi Kajiwara, déclara qu'un alerte de niveau 5 était en vigueur pour ce typhoon pourrait ce qui pourrait causer une catastrophe que peu de gens ont jamais connu dans le pays et que tous devrait prendre les moyens nécessaires à leur survie. Des ordres d'évacuation furent émis pour plus de 800 000 ménages répartis dans 11 préfectures. Plus de 230 000 personnes ont suivi l’avis de se rendre dans des abris d’évacuation.

#### Coupe du monde de rugby
En raison du typhon, World Rugby et le comité d’organisation de Japan Rugby 2019 qui co-organisent de la Coupe du monde de rugby à XV 2019 prennent la décision d'annuler certains matches de poules. Initialement attendu sur Fukuoka, le comité surveillait le 7 octobre les conditions métrologiques pour maintenir ou reporter les matchs Irlande - Samoa de samedi et Pays de Galles - Uruguay de dimanche,. Il est à noter que le comité avait déjà été confronté au typhon Mitag au début de mois qui avait fait peser une annulation sur le match France - États-Unis.
La trajectoire a évolué et finalement, l’annulation des matches France - Angleterre et Nouvelle-Zélande - Italie qui devaient se tenir au stade international de Yokohama fut prononcée le jeudi 10 octobre.
Le match Namibie - Canada fut aussi annulé en raison du maintien de l'ordre d'évacuation. Malgré cela, l'équipe du Canada se distingue en aidant la population à nettoyer les rues de Kamaishi.

#### Course automobile
Le 11 octobre, la direction de la Formule 1 a annoncé qu'elle annulait tous les événements planifiés pour le samedi qui étaient initialement prévus dans le cadre du Grand Prix automobile du Japon 2019. Cela incluait la troisième séance d’essais et les qualifications, la dernière de ces dernières ayant été reportée au dimanche matin, quelques heures avant la course. Le Championnat japonais de Formule 4 avait annoncé la veille qu'il annulait la manche double au circuit de Suzuka, initialement prévue pour soutenir le Grand Prix du Japon.

#### Baseball
Malgré les matchs disputés à l’intérieur dans des stades couverts, le Nippon Professional Baseball a reporté les deux matchs de la quatrième série Climax 2019 de la Ligue du Pacifique et de la Ligue centrale. Les parties devaient se dérouler le samedi 12 octobre, l'une au stade de Tokorozawa, Saitama, l'autre au stade Bunkyō, Tokyo. Elles ont plutôt été disputés le lendemain, dimanche 13 octobre.

## Impacts
En termes d'importance de précipitation, il s'agit de la quatrième catastrophe majeure au Japon pour les 14 mois précédents. Tokyo ayant été touchée deux fois en moins de deux mois.

Trois des 10 typhons japonais les plus dommageables depuis 1950 se sont produits depuis 2018.

### Guam et les îles Mariannes
Le typhon Hagibis a frôlé les îles Mariannes et le gouverneur par intérim, Arnold Palacios, a pu lever l'état d'urgence dès le 9 octobre en suivant les bulletins émis par le NWS et le centre des opérations d'urgence de CNMI. Les communautés ont nettoyé les débris et tous les centres d'évacuation furent fermés rapidement. La plupart des services publics furent restaurés et les entreprises ont rouvert leurs portes.

### Japon

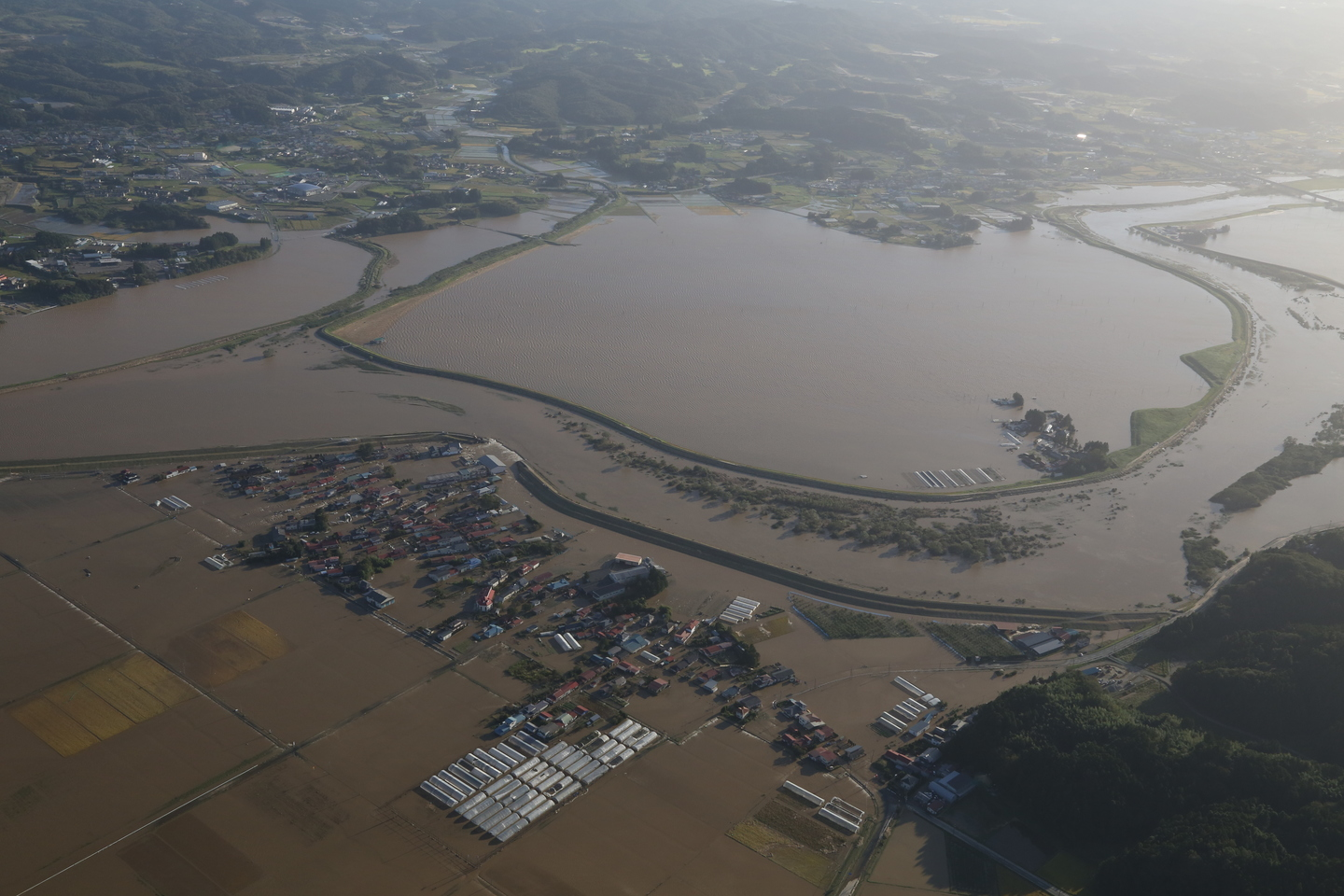
Inondations après passage du typhon (vue aérienne)

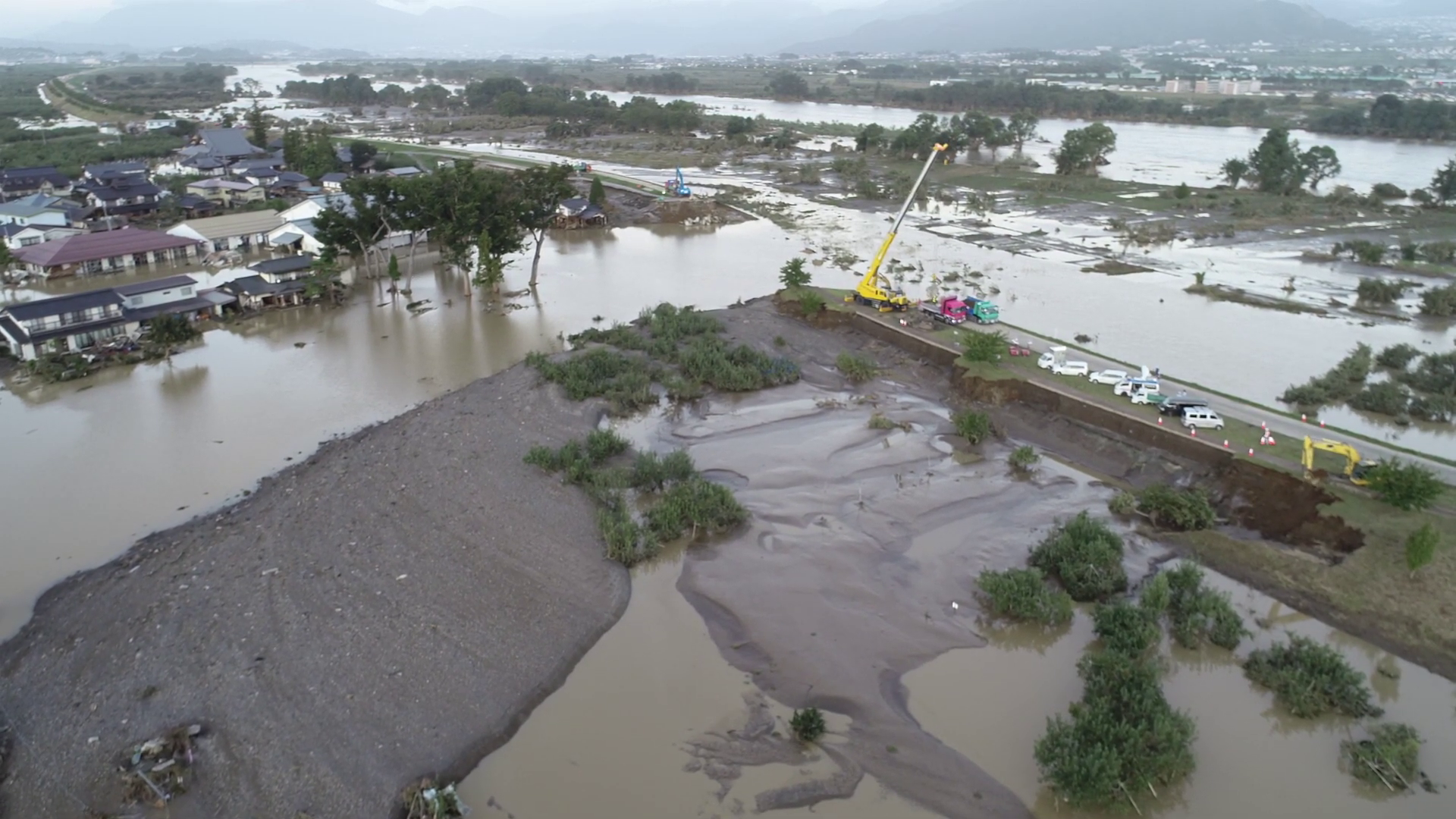
Berges de la rivière Chikuma près de Hoyasu, Nagano

Plus 760 mm de pluie sont tombés dans certaines régions du Japon. L'Agence météorologique japonaise a prévenu que les vents violents pourraient causer de nouvelles inondations et des glissements de terrain.
Tôt le 12 octobre, une tornade a aussi frappé la ville d'Ichihara, tuant une personne et faisant deux blessés. Durant l’après-midi, certaines régions du Japon ont subi de graves inondations et plus de 270 000 ménages ont perdu l'électricité à travers le pays.
Dix trains de la ligne Shinkansen Hokuriku à Nagano se sont retrouvés dans les eaux de crue, une perte de 32,8 milliards ¥ (US $ 300 millions $US).
Le 15 octobre, l'Agence japonaise de gestion des catastrophes recensait 73 décès confirmés, au moins 12 personnes portées disparues et plus de 200 personnes blessées. Les pertes assurées à travers le pays sont estimées à plus de 9 milliards de dollars US.

## Réactions, suites
Les experts japonais appellent à accorder plus d'attention à la planification des évacuations et aux mesures à long terme visant à encourager les populations à quitter les basses terres exposées aux inondations.
Le ministère des Terres et Infrastructures a rapidement mis en place un groupe d'experts chargé d'étudier les ruptures de digues et de faire de recommandations sur les options de réparation.